# Hermandad de Jesús de Medinaceli y la Esperanza Macarena (Miami)
La Hermandad del Cristo de Medinaceli y María Santísima de la Esperanza Macarena es una cofradía de culto católico que tiene su sede canónica en la iglesia del Corpus Christi de la ciudad de Miami, en el Condado de Miami-Dade (Estados Unidos).
Tiene como titulares a Nuestro Padre Jesús de Medinaceli, copia de la imagen del Cristo de Medinaceli que se venera en Madrid, y a María Santísima de la Esperanza Macarena, copia de la universal imagen de la Esperanza Macarena de Sevilla.
La imagen de la Macarena es obra de Miguel Bejarano, fue realizada en Sevilla en 1998 y llevada el mismo año por el taller orfebrería Sevillana, presentada y bendecida por monseñor Roman obispo de Miami en la Universidad de Santo Tomás el día de la Hispanidad . Es sacada en su estación de penitencia la noche del Viernes Santo bajo palio, y todos sus enseres procesionales como el paso, palio, manto y corona fueron realizados en Sevilla por el taller Orfebrería Sevillana. El palio es mecánico, por lo que no es portado por costaleros.
La procesión que realiza la hermandad con sus dos titulares tiene una completa influencia sevillana.